# Johannes Tiedje
Johannes Tiedje (* 7. Oktober 1879 in Skrydstrup, Nordschleswig; † 19. Mai 1946 in Flensburg) war ein schleswigsch-deutscher Publizist, Ministerialbeamter und Landrat von Flensburg.

## Leben
Tiedje entstammte einer nordfriesischen Familie. Sein Vater Detlef Peter Wilhelm Theodor Tiedje (1840–1917) hatte ein dänisches Abitur, war 1864 dänischer Offizier im zweiten schleswigschem Krieg und später Pfarrer in Øsby bei Hadersleben.
Johannes Tiedje besuchte das Gymnasium Johanneum in Hadersleben (heute Haderslev Katedralskole). Er studierte Theologie, Philosophie und Nationalökonomie. Von 1905 bis 1908 war er Erzieher der Söhne des Landgrafen Friedrich Karl von Hessen-Kassel-Rumpenheim auf Gut Panker in Holstein und in Hanau. In dieser Zeit wurde er 1907 in die Freimaurerloge Carl zum aufgehenden Licht in Frankfurt am Main aufgenommen. Danach arbeitete er als Redakteur unter Martin Rade bei der Zeitschrift Die Christliche Welt in Marburg; zu dieser Zeit war er „ständig besuchender Bruder“ der Marburger Loge Marc Aurel zum flammenden Stern. Von 1910 bis 1915 war er Prediger der Freireligiösen Gemeinde in Königsberg (Preußen). Ab 1915 diente er als kriegsfreiwilliger Leutnant der Landwehr in Rumänien; in Bukarest gehörte er 1917 zu den Gründern der Feldloge Carmen Sylva zur deutschen Treue (1917–18), und er war deren Meister vom Stuhl.
1909 hatte Tiedje in fünf Artikeln in der Christlichen Welt die Germanisierungspolitik in Nordschleswig verurteilt; er plädierte für eine bessere Behandlung der dänischen Volksgruppe und für friedliche, kulturelle Auseinandersetzung statt Zwang. Die regierungstreue Presse und die deutschen Organisationen in Nordschleswig reagierten mit Empörung, aber im Verborgenen sammelten sich versöhnliche Kräfte im nordschleswigschen Pastorenverein und im Verein für deutsche Friedensarbeit in der Nordmark. Tiedje wirkte auch für die Verbreitung von N.F.S. Grundtvigs Gedanken in Deutschland und gab 1927 in deutscher Übersetzung seine Schriften über die Heimvolkshochschulbewegung heraus: Schriften zur Volkserziehung und Volkheit I–II.
In der Versailler Friedensdelegation war er, berufen vom deutschen Außenministerium, als Sachverständiger für Nordschleswig vertreten. Er wurde Mitglied der DDP und war von 1922 bis 1934 als Ministerialrat im Reichsinnenministerium unter anderem zuständig für Deutschtumsarbeit.
Im Februar 1933 übernahm er auf Vorschlag von Rudolf Heß die Führung des Bundes Deutscher Osten. Später näherte er sich der Bekennenden Kirche.
Nach Ende des Zweiten Weltkriegs wurde Tiedje im Herbst 1945 von der britischen Militärverwaltung zum Landrat von Flensburg ernannt. Sowohl vor als nach dem Krieg verteidigte er auch die dänische Minderheit in Südschleswig. Im Frühjahr 1946 trat er dem Südschleswigschen Verein bei. Kurz darauf musste er aus Gesundheitsgründen sein Amt als Landrat aufgeben und starb im Mai desselben Jahres.
Tiedje warf während des Ersten Weltkrieges den Dänen „Rassenschande“ durch Verbrüderung mit den Slawen vor. Nach dem Zweiten Weltkrieg äußerte er sich als Landrat von Flensburg gegen die Ansiedlung deutscher Flüchtlinge aus den Ostgebieten und verlangte, „daß wir Niederdeutschen und Schleswig-Holsteiner ein eigenes Leben führen, das in keiner Weise sich von der Mulattenzucht ergreifen lassen will, die der Ostpreuße nun einmal im Völkergemisch getrieben hat.“ Der Anlass seiner rassistischen Bemerkung war der Umstand, dass im Zuge der Flucht und Vertreibung Deutscher aus Mittel- und Osteuropa vor allem aus Ostpreußen, Westpreußen und Pommern etwa 1 Million Flüchtlinge nach Schleswig-Holstein gekommen waren und infolgedessen damals in Südschleswig fast so viele Flüchtlinge wie Einheimische lebten.

## Tiedje-Linie

Tiedje-Linie (rot) und Clausen-Linie (blau) im Vergleich.

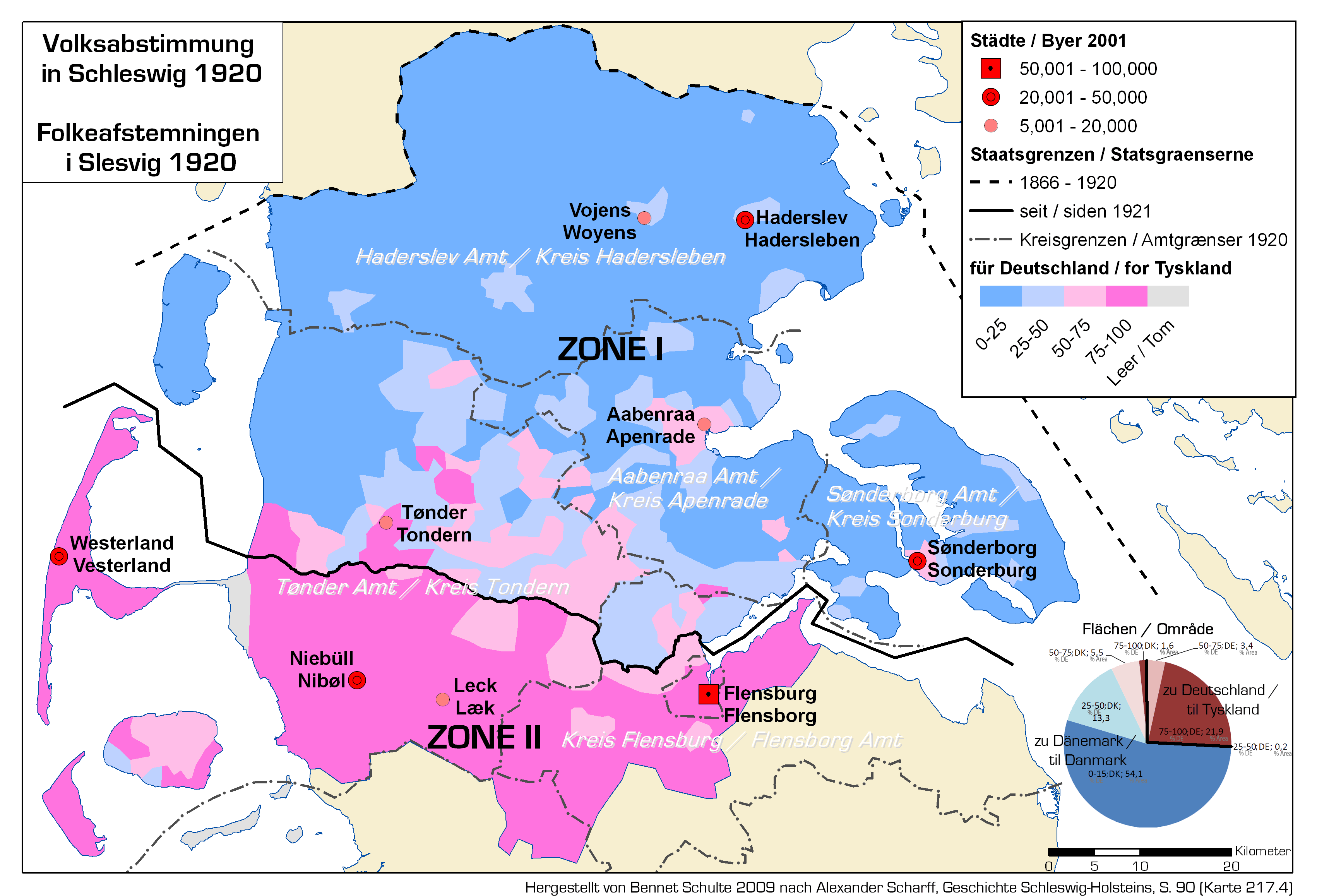
Abstimmungsgebiet in Schleswig

Tiedje wurde bekannt durch die nach ihm benannte Tiedje-Linie, die einen Gegenvorschlag zur Clausen-Linie für die Grenzziehung zwischen Deutschland und Dänemark darstellte. Sein Vorschlag fand bei der Volksabstimmung in Schleswig 1920 aber aufgrund der politischen Verhältnisse nach dem Ersten Weltkrieg keine Berücksichtigung.
Die Tiedje-Linie verlief nördlich der heute dänischen Städte Hoyer, Tondern, Rapstedt und Tingleff und traf südlich von Gravenstein auf die Flensburger Förde. Sie ist erheblich länger und unregelmäßiger als die Clausen-Linie, die heute die Grenze bildet. Tiedje beabsichtigte damit, dass die deutsche Minderheit in Dänemark und die dänische Minderheit in Deutschland etwa gleich groß in absoluten Zahlen sein sollten. Jedoch wären Gebiete mit dänischer Mehrheit südlich der Tiedjelinie zu Deutschland gekommen.
Die Linie spielte auch in der Zwischenkriegszeit eine Rolle, da grenznahe Gebiete mit deutscher Mehrheit in der Volksabstimmung (Tondern, Hoyer, Ubjerg und Tingleff) zu Dänemark gekommen waren. Die deutsche Minderheit in Dänemark sowie politische Kräfte in Schleswig-Holstein hofften so bis 1945 auf eine Grenzrevision.

## Werke (Auswahl)
- Die deutsche Freimaurerei. Christliche Welt, Marburg 1913.
- Hrsg.: Die deutsche Note über Schleswig. DVG für Politik und Geschichte, Charlottenburg 1920.
- Die nationale Schichtung Schleswigs. In: Schleswig-holsteinisches Jahrbuch (1921), S. 16–23.
- Die Änderung des Versailler Friedensvertrages für Schleswig. In: Schleswig-holsteinisches Jahrbuch (1921), S. 26–28.
- Deutschland und Nordschleswig. In: Schleswig-holsteinisches Jahrbuch (1921), S. 32–36.
- Die Zustände in Nord-Schleswig. Carl Schünemann. Bremen 1925.
- Die Diplomatischen Akten des Auswärtigen Amtes zur Geschichte des Artikels V des Prager Friedens (PDF; 357 kB). Im Auftrage des Auswärtigen Amtes herausgegeben von Walter Platzhoff, Kurt Rheindorf, Johannes Tiedje. Mit einer historischen Einleitung von Walter Platzhoff. Berlin 1925.
- (als Hrsg.): Nikolai Frederik Severin Grundtvig: Volkheit. Schriften zur Volkserziehung und Volkheit. Jena, Diederichs, 1927